# Carol Rymer Davis
Carol Ann Rymer Davis (28 novembre 1944 – vers le 29 septembre 2010) était une aérostière et radiologue américaine. En 2004, elle fut la première femme à remporter la coupe Gordon Bennett en ballon avec son coéquipier Richard Abruzzo. Pour cette victoire historique, ils reçurent le trophée Harmon en 2005. 
Elle a disparu en mer le 29 septembre 2010, au-dessus de la mer Adriatique. Son corps, ainsi que celui d’Abruzzo, fut retrouvé au large des côtes de l’Italie dans la mer Adriatique le 6 décembre 2010.

## Jeunesse et formation
Rymer Davis est née à Denver, Colorado, le 28 novembre 1944, fille des docteurs Charles et Marion Rymer. Elle est diplômée du Colorado College avec une licence, puis du University of Colorado Health Sciences Center avec un diplôme en médecine. Elle a effectué sa résidence à Albuquerque au Lovelace Medicine Center.

## Carrière
Elle a servi 22 ans dans la Réserve de l'Armée des États-Unis en tant que médecin de vol et a pris sa retraite avec le grade de colonel en 2001. Elle a reçu la Médaille du service méritoire et était diplômée avec mention de l'école Expert Field Medical Badge à Fort Carson.
Elle a travaillé à Albuquerque, au Nouveau-Mexique, puis comme radiologue, spécialisée dans l’interprétation des mammographies, à Denver, Colorado, au moment de son décès. Elle était associée chez Diversified Radiology.

## Montgolfière
Davis s’est intéressée à la montgolfière en 1972 avec son mari. Elle a obtenu sa licence pour piloter des montgolfières à air chaud en 1973 et deux ans plus tard, sa licence pour piloter des ballons à gaz.
Elle a reçu le Diplôme Montgolfier en 1981. Elle a été instructrice à l’Albuquerque Aerostat Ascension Association Ground School de 1982 à 1986. Elle a participé à cinq courses du Gordon Bennett Cup. Marie Goldschmidt avait été la première femme à participer à cette compétition en 1913, mais ce n’est qu’en 2004 que Rymer Davis est devenue la première femme à remporter une course du Gordon Bennett. Avec Richard Abruzzo, elle a reçu le trophée Harmon en 2005.
Le 25 septembre 2010, Abruzzo et Rymer Davis ont décollé de Bristol, en Angleterre, pendant la course Gordon Bennett. Ils ont parcouru 1757 km avant que le contact avec le dispositif de localisation de leur ballon ne soit perdu le 29 septembre 2010,. Abruzzo, qui communiquait avec des météorologues, a perdu le contact avec eux. Le contrôle aérien de Brindisi en Italie a également perdu le contact. Le radar montrait que le ballon descendait vers la mer à 80 km/h. Le ballon était équipé de matériel de survie et de plusieurs moyens de communication. Des bateaux et des avions ont mené une opération de recherche et de sauvetage dans la mer Adriatique, où des orages avaient eu lieu au moment de leur disparition. Les opérations de secours par les équipages d’avions côtiers croates, l’aviation de la marine américaine et la garde côtière italienne ont duré cinq jours. En décembre, leurs corps ont été retrouvés par des pêcheurs au large de Vieste le 6 décembre,.

## Vie personnelle
Elle a épousé John C. Davis IV en 1968 ; ils ont élevé deux filles. Son mari est un balloniste.
Elle avait gravi tous les fourteeners du Colorado avant son 18e anniversaire. Elle était aussi une skieuse passionnée et a remporté plusieurs courses.